# Lutz Quambusch

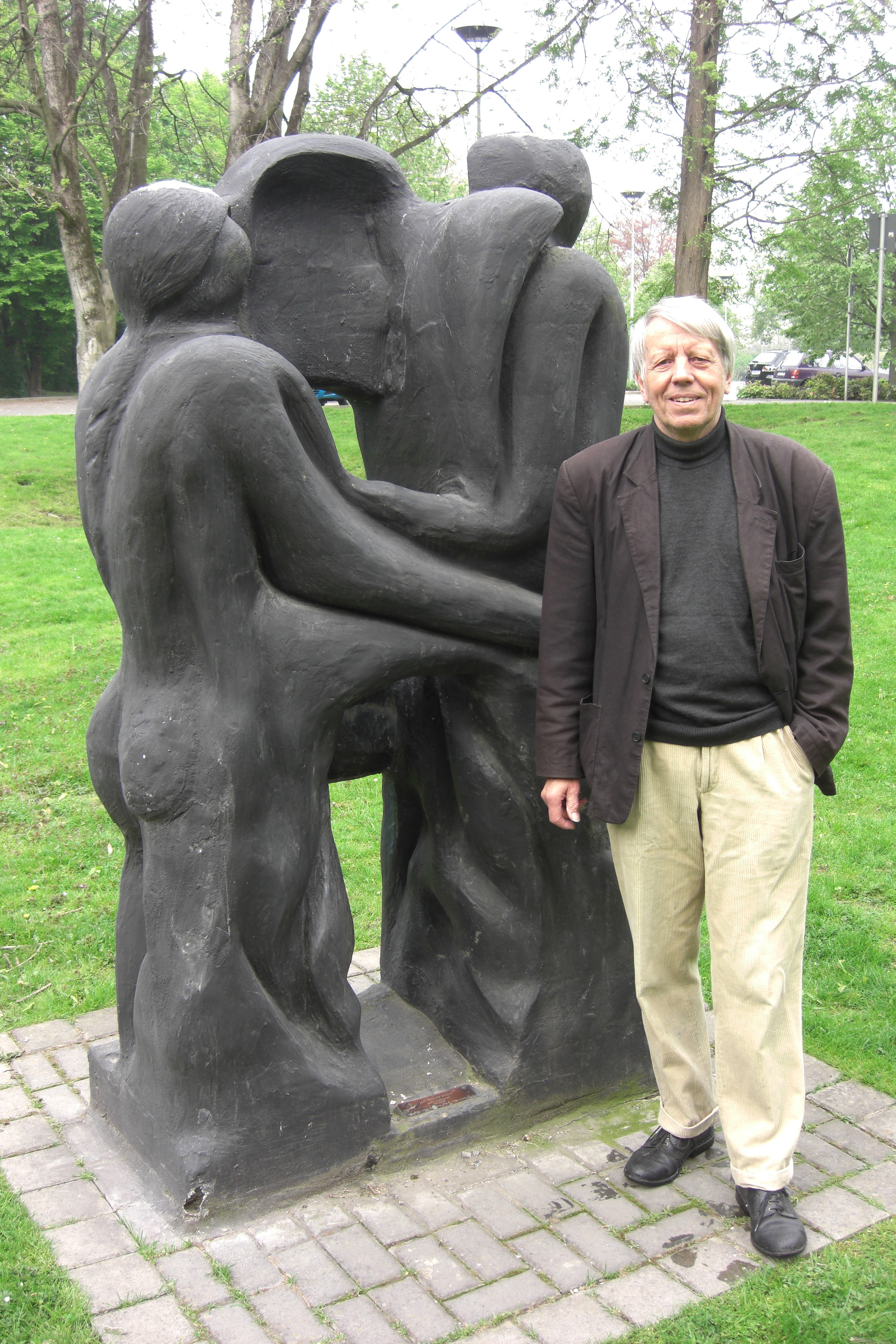
Lutz Quambusch und seine Skulptur Ein Paar für Witten

Lutz Quambusch (vollständig: Lutz Albrecht Quambusch; * 9. Mai 1944 in Fürstenwalde) ist ein deutscher Maler und Bildhauer in Witten.

## Leben
Lutz Quambusch wurde als Sohn des Hans Albrecht Quambusch und der Mathilde Fellguth geboren und lebt seit 1945, unterbrochen durch längere Auslandsaufenthalte, in Witten. Von 1966 bis 1968 absolvierte er an der Staatlichen Hochschule für bildende Künste (Städelschule) in Frankfurt am Main ein Studium in Malerei und Freier Grafik bei Paul Eliasberg. Dem schloss sich 1968 bis 1971 ein Studium der Linguistik, Philosophie und Romanistik an der Universität Zürich an. Gleichzeitig absolvierte er ein Volontariat als Goldschmied.
Von 1971 bis 1979 arbeitete Lutz Quambusch im Burgund, in Stockholm und London als Maler, Bildhauer und Goldschmied. Später kam als das Betexten von Buchobjekten hinzu. 1980 verlegte er seinen Hauptwohnsitz zurück nach Witten wo er sich zunehmend auch im kulturellen Leben der Ruhrstadt engagierte. So organisierte er im Auftrag der Stadt Anfang der 1980er-Jahre vier Ausstellungen mit jeweils acht Wittener Künstlern. Mit einer Gruppe von sechs Künstlern veranstaltete er 1981–1985 den „Wittener Herbst – die kleinsten Kulturtage Europas“, ehe er 1985 den Wittener Künstlerbund mitgründete, dessen Vorsitzender er bis 1991 war. Seit 1999 ist er künstlerischer Leiter der städtischen Galerie Haus Herbede.
Lutz Quambusch hat das Gesicht Wittens durch Gemälde und Skulpturen mitgeprägt. Er entwarf die neue Amtskette des Bürgermeisters der Stadt und wurde 2002 Preisträger im Rahmen des Projekts „Ab in die Mitte“, das in Nordrhein-Westfalen für eine Belebung der Innenstädte durch künstlerische Aktivitäten sorgen soll. Er realisierte damals drei Projekte: „Urwald in der City“, „Die erste Wittener Buchmesse“ und „Skulptur im Stadtpark“.
1988 wurde Lutz Quambusch der Kulturpreis der Stadt Witten verliehen.
Er ist Vater von drei Kindern.

## Ausstellungen (Auswahl)
- 1968: Galerie des Lyceum-Club (Neuchâtel, Schweiz)
- 1972: Centre Culturel – Maison de la Culture (Nevers, Frankreich), Gruppenausstellung
- 1974: Goethe-Institut (Stockholm)
- 1974: Galerie Mélisa (Lausanne), Gruppenausstellung
- 1975/1978: Galerie im Teatro Dimitri (Verscio, Schweiz)
- 1975: British Crafts Centre (London), Gruppenausstellung
- 1975: Electrum Gallery (London), Gruppenausstellung
- 1976: Maison des Métiers d’Art Français (Paris), Gruppenausstellung
- 1977: Galerie Numaga (Auvernier, Schweiz), Gruppenausstellung
- 1977: «La pièce Unique» (Nîmes), Gruppenausstellung
- 1977/2004: Märkisches Museum der Stadt Witten
- 1980: Centre d’Art (Genf), Gruppenausstellung
- 1982: Galerie im alten Wasserwerk (Siegburg)
- 1982: Karl-Ernst-Osthaus Museum (Hagen), Gruppenausstellung mit dem Westdeutschen Künstlerbund
- 1984: Galerie Maya Behn (Zürich)
- 1984/1986: Galerie Kreutziger (Worpswede), Gruppenausstellung
- 1987/1996/2004: Galerie Haus Herbede
- 1989: Galerie zum Alten Kloster (Köln)
- 1990/2001: Galerie bo 7 (Bochum), Einzelausstellung/Gruppenausstellung
- 1991: Tczew, Gruppenausstellung mit dem Wittener Künstlerbund
- 1995: Kulturhaus Wolfen, Gruppenausstellung
- 1996: Beauvais, Gruppenausstellung mit dem Wittener Künstlerbund
- 1997: Galerie Mittmann im Kubus des Neufert-Hauses (Weimar)
- 1998: Barking-Dagenham, Gruppenausstellung mit dem Wittener Künstlerbund
- 1999: Installation im Westfälischen Industriemuseum Zeche Nachtigall Witten: „Gedankenfeuer und Aschekreise – eine lyrisch- malerische-historische Installation“
- 2004: Galerie du Mouton Bleu (Avallon, Frankreich)
- 2005: Le Prieuré de Vausse (Châtel-Gérard, Frankreich)
- 2010: „Exposition Européenne des Beaux-Arts“ (Beauvais, Frankreich)

## Werke im öffentlichen Raum (Auswahl)
- 1990: „Seerobbe“. (Bronzeskulptur) im Freizeitbad Heveney, Witten.
- 2000: „Zeitkapsel“. Mobile, zerlegbare Skulptur in Barking-Dagenham (England)
- 1987: „Das Wittener Rathaus“. Gemälde in sechs Teilen – zusammen mit D. Ullrich, P. Kosch, W. Gillwald, K. Kruska, M. Seils.
- 1988: „Blick in die Untere Bahnhofstraße“. Gemälde in sechs Teilen (für den Saalbau Witten), zusammen mit D. Ullrich, P. Kosch, W. Gillwald, K. Kruska, M. Seils.
- 2002: „Ein Paar für Witten“. Skulptur im Stadtpark Witten.
- 2010: Ausführung und Bemalung einer Gusspfanne für die Firma Friedrich Lohmann (Wittener Stadtteil Herbede) am Aufgang zur Lake-Brücke.

## Schriften
- Flugschrift (Hrsg. Manfred Mays u. Günter Wallraff), Köln 1963–1964 (Gedichte, Texte u. Illustrationen, Hefte 10–15)
- Libertäre Literatur Zeitschrift (Hrsg. Adolf A. Melter), Verlag Der Igel, Köln 1980–1981 (Illustrationen/Texte in Heften 5 und 6)
- Schmuck. Die internationale Avantgarde, von Ralph Turner, Peter Dormer, Dumont Buchverlag, Köln 1986, ISBN 3-7701-2067-1.
- Der Planer seines Missgeschicks, Ralph Driever Verlag Die Blaue Eule, Essen 1987 (Illustrationen / Federzeichnungen), ISBN 3-89206-158-0.
- Carte Postale, Dialogzeichnungen zusammen mit Michel Devrient, 300 Exemplare signiert/nummeriert, Verlag „Groupe Courgette“, Witten, Lausanne 1989
- Spuren der Abkehr, Band 24, Ralph Driever Verlag Die Blaue Eule, Essen 1991 (Illustrationen/Federzeichnungen), ISBN 3-89206-417-2.
- La réalité dans tous ses états, mit Michel Devrient, Lausanne, Editions Vie Art Cité, Lausanne 1991
- (K)ein Grund zur Traurigkeit. Dagmar Schumann (Leipzig), Anhaltische Verlagsgesellschaft, Dessau 1993 (Illustrationen farbige Federzeichnungen), ISBN 3-910192-24-6.
- Gedankenfeuer und Aschekreise, Westfälisches Industriemuseum Zeche Nachtigall Witten. Eine lyrisch-malerische, handwerklich-historische Installation. Texte und Gedichte zur Installation im Ringofen, Witten 1999
- Hoffnung hat keine Schonzeit, Dagmar Schumann, Förderkreis der Schriftsteller in Sachsen-Anhalt Heft 31, Leipzig 2001 (Federzeichnungen zu Gedichten und Texten)
- Toccata  und Fuge, Dagmar Schumann, Gedichte, Gedok Edition, Sachsen  2003 (Zeichnungen)
- Flavigny sur Ozerain – ein Kleinod im Burgund. (als Übersetzer) Verlag der SACF,  Flavigny 1995